# 秋本守英
秋本 守英（あきもと もりひで、1931年9月19日 - 2013年10月 ）は、日本の国文学者・国語学者。学位は、博士（文学）（龍谷大学・1994年）。龍谷大学名誉教授、元副学長。京都府出身。

## 略歴
- 1958年 京都大学文学部文学科卒業。滋賀県立高島高等学校教諭
- 1960年 滋賀県立大津高等学校教諭
- 1968年 京都工芸繊維大学工芸学部講師
- 1971年 同助教授
- 1976年 同教授
- 1985年 龍谷大学文学部教授
- 1993年 龍谷大学文学部学部長
- 1994年 龍谷大学より博士（文学）の学位を取得、学位論文の題は「仮名文章表現史の研究」
- 1995年 龍谷大学副学長（1999年まで）
- 2000年 皇學館大学社会福祉学部教授（2004年まで）

## 主な著書

### 単著
- 『国文法 暗記すること・しないこと』三一書房・高校生新書 1965
- 『仮名文章表現史の研究』思文閣出版 1996

### 共編著
- 『狭衣物語語彙索引』塚原鉄雄、神尾暢子共編、笠間書院 1975
- 『日本古典文法ノート 改訂版』山本康裕共著、中央図書 1976
- 香川景樹『百首異見』共編著、新典社 1981-82
- 『詳解国語辞典』山口明穂共編、旺文社 1985
- 『表現学大系 和歌の表現』教育出版センター 1986
- 『龍谷大学本徒然草 本文編・索引編』木村雅則共著、勉誠社 1997-1999
- 『龍谷大学善本叢書 類聚古集 翻刻編・索引編』思文閣出版 2000
- 『日本語文法大辞典』山口明穂共編、明治書院 2001
- 『日本文章表現史 資料と解説』編著、和泉書院 2006